# Jan Wildens

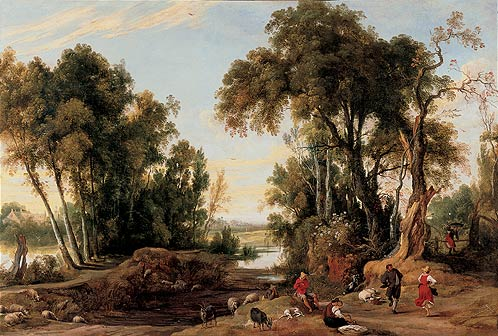
Jan Wildens, Landschap met dansende herders, 1631, Olieverf op doek, 135 x 201 cm, Museum voor schone kunsten, Antwerpen

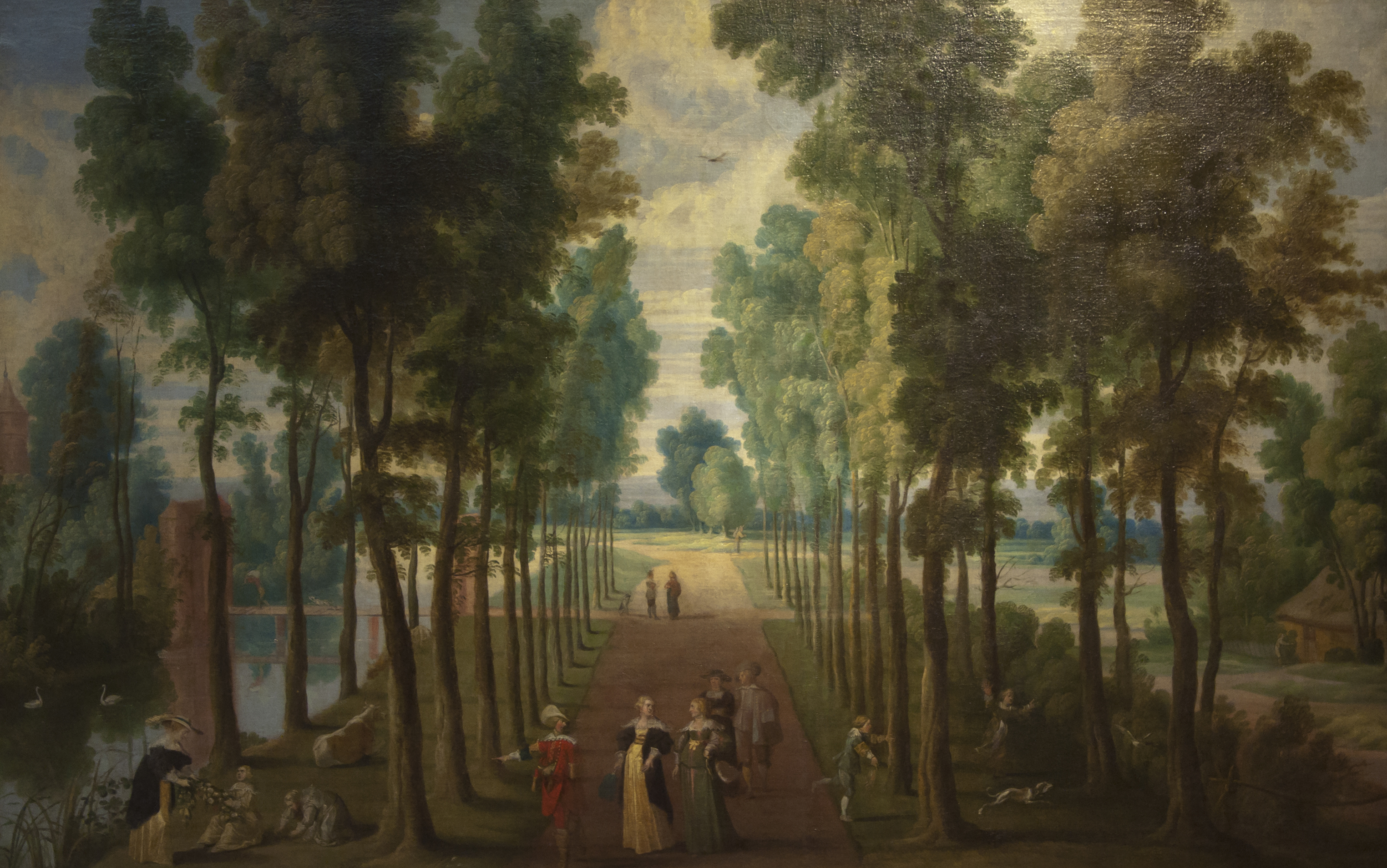
Jan Wildens, Weg aan de oever van de stroom 1617-20 in het Museo de Bellas Artes de Sevilla

Jan Wildens (Antwerpen, 1585/6 - 1653) was een Zuid-Nederlands landschapschilder in het atelier van Peter Paul Rubens.

## Biografie
Jan Wildens werd vermoedelijk geboren in 1585 (misschien 1586) in Antwerpen. Hij was de zoon van Hendrik Wildens en Magdalena Vosbergen. Zijn vader stierf vroeg en zijn moeder hertrouwde met Cornelis Cock; hun dochter Susanne Cock huwde Cornelis de Vos in 1617. Cornelis de Vos was de broer van Paul de Vos en tevens de schoonbroer van Frans Snijders: Wildens bevond zich bijgevolg in een schildersfamilie.
Wildens genoot zijn artistieke opleiding vanaf 1596, toen hij tien of elf jaar was, bij Pieter Verhulst. Werken van deze laatste zijn weinig of niet gekend. Hij behaalde zijn vrijmeesterschap in het Antwerpse Sint-Lucasgilde in 1604. De beeltenis van Wildens is gekend via een portret van de hand van Rubens dat wellicht tot stand is gekomen in de eerste jaren dat Wildens werkzaam was in diens atelier, meer bepaald 1616 of 1617. Opmerkelijk is dat dit portret lijkt overgenomen te zijn in het werk van Willem van Haecht, De kunstkamer van Cornelis van der Geest uit 1628. Dit portret en de uitbeelding van Wildens in de galerij zijn vrijwel identiek.
Van 1613 tot 1616 verbleef Wildens in Italië, hoewel over die data onenigheid bestaat onder historici (Adler, Sutton 1613-1616, Devisscher 1614-1616). Als bewijs voor deze periode in Italië wordt de reeks gravures ‘de 12 maanden’ (1614) aangehaald waarop later de schilderijen, in licht gewijzigde vorm, voor het Palazzo Bianco in Genua zijn gebaseerd. Het is in deze reeks dat hij een duidelijke stijlevolutie doormaakt. Voor Italië was hij sterk beïnvloed door een oudere generatie van landschapsschilders; Pieter Brueghel de Oude, Hans Bol, Joos de Momper en Adriaen van Stalbemt. De eerste werken van de reeks (januari, april, juni) vertonen nog steeds deze invloed. Ze worden gekenmerkt door een veelheid aan details. In augustus, september en november verdwijnen deze schematische composities. Ze zijn realistischer en getuigen van een invloed van de landschapschilder Paul Bril. In 1616 keerde hij terug naar Antwerpen en werd werkzaam binnen het atelier van Rubens. Aangezien Wildens deze stijlevolutie had ondergaan, paste hij daardoor perfect binnen het atelier. In de correspondentie die Rubens met Sir Dudley Carlton onderhield werd naar Wildens verwezen als een verdienstelijke onafhankelijke landschapschilder.
In een reeks schilderijen binnen het atelier van 1616 tot 1620 is zijn hand duidelijk herkenbaar; hij droeg vredige breed uitgevoerde landschappen bij aan de Decius Mus tapijtenreeks, de piëteit van de Graaf van Habsburg, de verkrachting van de dochters van Leukippos, Cimon en Efigenia, … . De piëteit van de Graaf van Habsburg (1616) dateert van net na de terugkomst van Wildens uit Italië. Er zijn meningsverschillen omtrent de figuratie. L. Burchard en Evers menen dat ook de figuren van Wildens zouden zijn. Er bestaat immers nog een latere versie waarin Wildens de gehele compositie (licht gewijzigd) opnieuw oppakt. Wat betreft de verkrachting van de dochters van Leukippos (1618) is de gehele compositie bedacht door Rubens en zou hij ook het landschap, uitgevoerd door Wildens, uiteindelijk nog hebben aangepast. In een schets voor Cimon en Efigenia (1616-1618) had Rubens de linkervoorgrond leeg gelaten en vertrouwde op Snijders voor het ontwerp en de uitvoering van het stilleven (de vruchten, vogels en aap). Er werd dus een inventie open gelaten voor Snijders, maar niet voor Wildens.
Er kan geconcludeerd worden dat de bijdragen van Wildens in het atelier van Rubens verdienstelijk waren maar dat hij in tegenstelling tot Snijders een minder grote vrijheid genoot. Toch moet de band tussen Rubens en Wildens vrij hecht geweest zijn aangezien Rubens op 26 oktober 1619 getuige was bij het huwelijkscontract tussen Wildens en Maria Stappaert. Dat ze zich in dezelfde kringen bewogen kan afgeleid worden uit het feit dat Rubens later met de dochter trouwde van de zus van Maria Stappaert, Hélène Fourment. Verder kan deze hechte band ook gestaafd worden door het feit dat Rubens in 1640 Wildens, samen met Snijders en Moermans, benoemde tot ‘art experts for the execution of his testament’. Wildens was relevant in het atelier in eerste instantie voor het maken van landschapsachtergronden maar ook voor de vele kopieën die hij naar het werk van Rubens vervaardigde. Hij werkte in het atelier ook samen met Frans Snijders, Jacob Jordaens en Antoon van Dyck.
Na 1620, wanneer hij niet meer werkzaam zou geweest zijn in het atelier (Rubens zou vanaf dan zelf de landschappen schilderen), wordt er gesproken van een directe invloed van Rubens’ landschappen. Deze zou geleid hebben tot een totaalaanpak van de compositie die de nadruk legde op de globale decoratieve organisatie en schoonheid van het tafereel. Wildens zou zijn beste werken tussen 1625 en 1635 gemaakt hebben; het gaat om grote liggende formaten die landelijke wegen, bossen en pastorale taferelen, vaak met hoge bomen en een doorkijk op vijvers en golvende heuvels, uitbeelden. De invloed van Rubens’ landschappen zou steeds sprekend zijn maar werd niet geëvenaard door Wildens.
Met het werk Landscape with a shepherd doelt Devisscher op het werk Landschap met de dansende herders dat zich in het KMSKA bevindt. Het wordt gedateerd op 1631. Zoals Devisscher het stelt is dus het werk van Wildens deels geïnspireerd door het meer dynamische werk van Rubens 'Landscape with a shepherd and his flock; dat zich bevindt in de National Gallery te Londen. Er lijkt iets niet te kloppen, want het werk dat Devisscher van Rubens aanhaalt geeft niet echt blijk van een dynamische compositie en wordt tevens rond 1638 gedateerd. Gezien de datum kan het werk van Rubens onmogelijk dat van Wildens hebben beïnvloed.
Het is aannemelijker dat Devisscher het werk A shepherd with his flock in a woody landscape (eveneens in de National Gallery ) bedoelt. Dit werk wordt gedateerd rond 1615-1622 en de composities sluiten veel meer bij elkaar aan. Devisscher heeft een vergissing gemaakt wat betreft de titels. Titels liggen niet steeds vast, maar in dit geval is het verwarrend omdat er effectief een werk bestaat dat de naam Landscape with a shepherd and his flock draagt.
Zowel Devisscher, Sutton en Adler menen dat Wildens enkel in de periode van 1616 tot 1620 bij Rubens werkzaam is geweest. Puur hypothetisch gesteld kan er misschien ergens een aanduiding gevonden worden dat deze periode niet zo arbitrair mag worden ingedeeld. Er is een werk Die Verspottung der Latona durch die lykische Bauern dat van de hand is van Wildens en een onbekende ateliermedewerker van Rubens. De datum is onbekend. De figuratie is van de medewerker en het landschap uiteraard van Wildens. De figuren links doen nogal Bosch-achtig aan en staan in die zin in sterk contrast met de vrouwelijke figuur en het kind. De Latona figuur met kind zijn overgenomen uit een werk van Rubens, meer bepaald, De verzoening tussen Esau en Jakob (National Gallery, Scotland). Dit werk kent de datering 1624 en levert dus een terminus post quem voor het werk van Wildens en de onbekende medewerker. Er kan gesteld worden dat het niet is omdat Wildens samenwerkte met een medewerker van Rubens dat hij daarom nog in rechtstreeks contact met het atelier kan worden geplaatst. Wel is het zo dat hij blijkbaar nog goede contacten onderhield en in die zin kan er misschien gesproken worden van een impliciete link tussen Wildens en het atelier (hetzij de medewerkers) na 1620.

## Werk met andere kunstenaars
Naast Rubens werkte hij voor verschillende andere kunstenaars waaronder:
- Jacob Jordaens
- Frans Snyders
- Paul de Vos
- Jan Boeckhorst
- Cornelis Schut
- Theodoor Rombouts
- Joos de Momper
- Jan Brueghel de Oude

- Biblioteca Nacional de España: XX5228851
- Biografisch Portaal: 04665629
- Gemeinsame Normdatei: 118632787
- International Standard Name Identifier: 0000 0001 1827 2264
- KulturNav: ceed1d3a-a07f-45ca-8333-36a216f354b8
- Library of Congress Control Number: n87114436
- Nederlandse Thesaurus van Auteursnamen: 071576827
- RKD-Nederlands Instituut voor Kunstgeschiedenis: 84494
- SNAC: w6874p7n
- Système universitaire de documentation: 157065863
- Union List of Artist Names: 500001027
- Virtual International Authority File: 805376
- WorldCat: E39PBJkddJytKkVG7T3kPyhCQq